# Ригахой
Ригахой (чечен. Ри́гах) — село в Веденском районе Чеченской Республики. Входит в состав Макажойского сельского поселения. Согласно планам восстановления Чеберлоевского района, село планируется передать в его состав.

## География
Село расположено на правом берегу реки Ансалта, в 70 км к югу от районного центра Ведено. В области Ригахой сохранился ряд топономических названий: отсёлки — Пхьатӏи, Ананчи, Торсунан овл, Пхьарайн овл, ГIазин овл, Дундайн овл, Кхийкхайн овл, Миммайн овл; вершины и возвышенности — «БIо бойне дукъ» (Хребет где уничтожено войско), хребет «Говраш йойние тӏие»; и др..

## История
С появлением огнестрельного оружия в селе мастера-оруженйники изготавливали некоторые виды данного оружия.
9 апреля 2004 года село подвергалось обстрелу, в результате чего были убиты мать и пятеро детей.

## Население
| 2002 | 2010 |
| ---- | ---- |
| 0    | ↗5   |